# Copelatus sallaei
Copelatus sallaei är en skalbaggsart som beskrevs av Sharp 1882. Copelatus sallaei ingår i släktet Copelatus och familjen dykare. Inga underarter finns listade i Catalogue of Life.